# 単項イデアル整域
代数学において単項イデアル整域（たんこうイデアルせいいき、あるいは主イデアル整域、英: principal ideal domain; PID）あるいは主環（しゅかん、仏: anneau principal）とは、任意のイデアルが単項イデアルである（可換）整域のことである。
より一般に、任意のイデアルが単項イデアルであるような（零環でない）可換環を単項イデアル環と呼ぶ（この場合、整域とは限らない、つまり零因子をもつかもしれない）が、文献によっては（例えばブルバキなどでは）「主（イデアル）環」という呼称によって、ここでいう「単項イデアル整域」のことを指している場合があるので注意が必要である。
可換環 ⊃ 整域 ⊃ 整閉整域 ⊃ 一意分解環 ⊃ 単項イデアル整域 ⊃ ユークリッド環 ⊃ 体 ⊃ 有限体

## 例
単項イデアル整域の例を挙げる。以下では可換環 R の元 a1, …, an の生成するイデアルを (a1, …, an) = { r1a1 + … + rnan | ri ∈ R } と表す。
- Z: 整数環[1]。
- Z[i]: ガウス整数環[1]。
- Z[ω]: アイゼンシュタイン整数環。
- Z(p): 整数環の素イデアル (p) ≠ 0 における局所化[2]。非自明なイデアルは (pe) の形で表せる。
- K: 任意の体。
- K[X]: 体 K 上の一変数多項式環[1]。実は逆も成り立つ（多項式環 A[X] が PID となるならば A は体である）。
- K⟦X⟧: 体 K 上の一変数形式冪級数環。任意の非自明なイデアルは (Xk) の形で表せる。

単項イデアル整域とならない整域の例を挙げる。
- Z[X]: 整数係数の一変数多項式環。たとえばイデアル (2, X) は単項イデアルでない。
- K[X, Y]: 体 K 上の二変数多項式環[3]。たとえばイデアル (X, Y) は単項イデアルでない。

## 性質
R を単項イデアル整域とすると、以下の性質が成り立つ。
- 単項イデアル整域はネーター環である[4]。
- 0 ≠ p ∈ R について次の3つは同値である：「p は素元」、「(p) は素イデアル」、「(p) は極大イデアル」[5]。
- 単項イデアル整域は一意分解環である[6]。逆は成り立たない[注 1]。
- (a1, …, an) = (d) ⇔ d は a1, …, an の最大公約元[7]
- 単項イデアル整域は整閉整域である。
- 単項イデアル整域はデデキント環である。
- ユークリッド環は単項イデアル整域である[8]。逆は成り立たない[注 2]。
- R-加群が平坦であることと捩れなしであることは同値である[11]。

## 特徴付け
整域 R に対して、以下は同値である。
1. R は単項イデアル整域である。
2. R の任意の素イデアルが単項イデアルである[12]。
3. R は UFD かつデデキント整域である。
4. R の任意の有限生成イデアルが単項イデアル（すなわち R はベズー整域）であり、かつ R は単項イデアルに関する昇鎖条件を満足する。
5. R にはデデキント–ハッセ・ノルムが入る[13]。

体のノルムはデデキント–ハッセノルムだから、5 番の条件からユークリッド整域が PID であることが従う。4番の条件は
- 整域が UFD であるための必要十分条件は、それがGCD整域（すなわち、任意の二元が最大公約元を持つような整域）で、主イデアルに関する昇鎖条件を満たすことである。

と類似する条件になっている。整域がベズー整域であるための必要十分条件は、その任意の二元が「その二元の線型結合である」最大公約元を持つことである。従って、ベズー整域は GCD 整域であり、ゆえに 4 番の条件は PID が UFD であることの別証明を示すものとなっている。

## 加群の構造
単項イデアル整域上の有限生成加群の構造に関する主要な結果は以下のようなものである。
R が単項イデアル整域で M 有限生成 R-加群であるならば、M は次のような巡回加群（単項生成加群）の有限個の直和に分解される。
{\displaystyle M\cong R/(e_{1})\oplus \dotsb \oplus R/(e_{r})\oplus R\oplus \dotsb \oplus R}
ただし{\displaystyle R\supsetneq (e_{1})\supseteq \dotsb \supseteq (e_{r})\supsetneq 0}である。特に有限生成直既約加群は R と同型か、ある既約元 p の正べき pn が生成するイデアルによる商加群 R/(pn) と同型である。
M が単項イデアル整域 R 上の自由加群ならば M の任意の部分加群もやはり自由である。しかしこれを任意の環上の加群に対して考えたものは一般には正しくない。例えば Z[X] のイデアル (2, X) を Z[X] 上の加群としての Z[X] の部分加群と見ると自由でない。

### 注
1. ↑  体 K 上の 2 変数多項式環 K[X, Y] は一意分解環であるが、(X, Y) は単項イデアルでない。
2. ↑  ユークリッド整域でない単項イデアル整域の例として、
{\displaystyle \mathbb {Z} [(1+{\sqrt {-19}})/2]} 
が挙げられる[9][10]。この整域では 
{\displaystyle (1+{\sqrt {-19}})=(4)(q)+(r)}
を満たす q, r (0 ≤